# Râul Lozna Mică
Râul Lozna Mică este unul din cele două brațe care formează râul Lozna

## Hărți
- Harta Munții Poiana Rusca  Arhivat în 12 martie 2010, la Wayback Machine.
- Harta Județului Caraș-Severin